# Stazione meteorologica di Spigno Monferrato
La stazione meteorologica di Spigno Monferrato è la stazione meteorologica di riferimento relativa alla località di Spigno Monferrato.

## Coordinate geografiche
La stazione meteorologica si trova nell'Italia nord-occidentale, in Piemonte, in provincia di Alessandria, nel comune di Spigno Monferrato, a 276 metri s.l.m. e alle coordinate geografiche 44°33′N 8°21′E.

## Dati climatologici
In base alla media trentennale di riferimento 1961-1990, la temperatura media del mese più freddo, gennaio, si attesta a +0,9 °C; quella del mese più caldo, luglio, è di +23,0 °C .
| Spigno Monferrato  | Mesi | Mesi | Mesi | Mesi | Mesi | Mesi | Mesi | Mesi | Mesi | Mesi | Mesi | Mesi | Stagioni | Stagioni | Stagioni | Stagioni | Anno |
| Spigno Monferrato  | Gen  | Feb  | Mar  | Apr  | Mag  | Giu  | Lug  | Ago  | Set  | Ott  | Nov  | Dic  | Inv      | Pri      | Est      | Aut      | Anno |
| ------------------ | ---- | ---- | ---- | ---- | ---- | ---- | ---- | ---- | ---- | ---- | ---- | ---- | -------- | -------- | -------- | -------- | ---- |
| T. max. media (°C) | 5,6  | 9,8  | 14,4 | 19,3 | 24,0 | 27,8 | 30,6 | 29,2 | 24,9 | 18,1 | 11,0 | 7,0  | 7,5      | 19,2     | 29,2     | 18,0     | 18,5 |
| T. min. media (°C) | −2,6 | −0,8 | 3,1  | 7,4  | 11,1 | 14,6 | 16,3 | 15,6 | 12,6 | 7,7  | 3,3  | −0,4 | −1,3     | 7,2      | 15,5     | 7,9      | 7,3  |